# 芸術としてのゲーム
コンピュータゲーム（あるいはビデオゲーム、テレビゲーム）が芸術作品であるかどうかは、エンターテインメント業界でよく議論されるテーマである。演技、映像、ストーリー、インタラクション、音楽などの表現要素の貢献を考慮しても、コンピュータゲームが芸術作品であるかという哲学的な命題には議論がある。創造的な表現のために意図的に作られたゲームであるアートゲームでさえ、芸術作品としての価値を問うている批評家もいる。

## 歴史
1983年、コンピュータゲーム専門誌Video Games Playerは、コンピュータゲームは他のエンターテインメント分野と同様に「芸術的形態」であると述べた。
制度的にコンピュータゲームが芸術として検討されるようになったのは、1980年代後半、美術館が当時既に旧式であった第1世代、第2世代のゲームを回顧的に展示するようになってからである。1989年に開催されたミュージアム・オブ・ザ・ムービング・イメージ（ニューヨーク市）の"Hot Circuits: A Video Arcade"のような展覧会でも、コンピュータゲームが展示された。ここでコンピュータゲームは、学芸員が既に完成していたものをアートとして見せる意図により芸術的価値が生まれる作品として展示された。1990年代後半から2000年代前半にかけて、ウォーカー・アート・センターの"Beyond Interface"（1998年）、オンラインの"Cracking the Maze - Game Plug-Ins as Hacker Art"（1999年） 、カリフォルニア大学アーバイン校ビール・センターの"Shift-Ctrl"（2000年） 、そして2001年にはいくつかの展覧会で、このテーマのさらなる探究が行われた。　 
デュシャン流のレディメイドやファウンド・オブジェクトとしてのコンピュータゲームのコンセプトは、アートゲームの初期の開発者と共鳴していた。2003年に発表されたデジタルアート・文化学会（Digital Arts and Culture）の論文"Arcade Classics Span Art? Current Trends in the Art Game Genre"の中で、ティファニー・ホームズは、デジタルアート界の重要な新傾向として、『ブレイクアウト』、『アステロイド』、『パックマン』、『バーガータイム』などの初期の古典的作品を参照したり、オマージュを捧げたりした、プレイ可能なコンピュータゲーム作品の開発を挙げている。初期の単純なゲームのコードを変更したり、『Quake』のようなより複雑なゲームを作るためにアート系のModを適用したりすることで、アートゲームというジャンルは商業ゲームと現代のデジタルアートが交差するところから生まれてきた。　 　
2010年にジョージア州アトランタで開催されたカンファレンス"Art History of Games"で、シーリア・ピアースは、デュシャンのアート作品、1960年代のフルクサス運動、そしてとりわけニューゲームズ運動が、より現代的な「アートゲーム」への道を切り開いたと指摘している。シーリア・ピアースによれば、フランク・ランツのPac Manhattanのような作品は、パフォーマンス・アート作品のようなものになっているという。最近では、アートゲームとインディーゲームの間に強い重なりが生まれている。ピアースによると、アートゲームの運動とインディーゲームの運動が出会うことは、アートゲームをより多くの人の目に触れさせ、インディーゲームの可能性を探求するという点で重要である。
2006年3月、フランスの文化大臣は、コンピュータゲームを文化財であり「芸術表現の場の一つ」であると位置づけ、コンピュータゲーム産業に補助金を出し、フランスのゲームデザイナー2名（ミシェル・アンセル、フレデリック・レイナル）と日本のゲームデザイナー1名（宮本茂）の芸術文化勲章の受章を初めて認めた。2011年5月、米国国立芸術基金（National Endowment for the Arts）は、2012年度の芸術プロジェクトに対する助成金の受入において、対象となるプロジェクトを「インタラクティブ・ゲーム」に拡大し、コンピュータゲームの芸術としての認知をさらに高めた。同様に、米国最高裁判所は、2011年6月のBrown v. Entertainment Merchants Association判決において、コンピュータゲームは他の芸術形態と同様に保護された言論であると判断した。ドイツでは、2018年8月以前、ソフトウェアのレーティング機関であるUSK（Unterhaltungssoftware Selbstkontrolle）が、ナチスなどの過激派グループのイメジャリーを含むゲームの販売を禁止する、ドイツ政府が定めたStrafgesetzbuch（ドイツ法典）第86条aを施行していた。第86条aでは、芸術的・科学的著作へのイメージの使用が認められていたが、コンピュータゲームは芸術的使用に該当しないと考えられていた。2018年8月9日、ドイツ政府はコンピュータゲームの芸術性の一部を認めることに合意し、86条aの制限を和らげ、86条aの社会的妥当性の条項に該当する限り、USKはこのようなイメージを含むゲームを考慮に入れることができるようになった。
ゲームとアートの境界線は、ゲームとインタラクティブ・アートの両方のラベルに当てはまる展覧会の場合、曖昧になる。スミソニアン・アメリカン・アート・ミュージアムは、2012年に"The Art of Video Games"と題した展示を行った。この展示では、古い作品の影響や、コンピュータゲームがその後にクリエイティブな文化に与えた影響など、コンピュータゲームの芸術性を示すことを目的とされた。スミソニアンはその後、このコレクションの中からFloweryとHalo 2600を常設展示として館内に加えた。同様に、ニューヨーク近代美術館は、歴史的に重要な40のコンピュータゲームをオリジナルのフォーマットで収集して展示することを目指しており、「芸術メディアとしてのゲームを称える」という幅広い取り組みの一環として、コンピュータゲームのインタラクション・デザインを紹介している。毎年、Electronic Entertainment Expoの際に開催される"Into the Pixel"アート展では、コンピュータゲームおよびアート業界の専門家からなるパネルが選んだコンピュータゲームアートが展示される。
トライベッカ映画祭では、これまでもコンピュータゲームを取り上げてきたが、2021年の開催では初めてトライベッカ・ゲームズ・アワードが開催される予定である 。

### 芸術とゲームに関する哲学的な議論
コンピュータゲームは、少なくとも2000年代半ば以降、哲学的美学や芸術哲学の分野で注目されており、芸術に関する伝統的な哲学的問題の文脈でコンピュータゲームを考察する文献が増えてきている。その一つが、「コンピュータゲームは芸術であるか」という問題である。2005年、哲学者のアーロン・スマッツは、雑誌Contemporary Aestheticsに掲載された論考 "Are Video Games Art?" にて「いかなる芸術の主要な定義によっても、多くの現代のビデオゲームは芸術とみなされるべきである」と論じている。また、ニュージーランドの哲学者であるグラント・タビナーの2009年の著書The Art of Videogamesは、芸術の定義自体の問題を解決するために採用されてきた選言的定義やクラスタ説の下で考えた場合、「それらは独自の非芸術的で歴史的・概念的な先例を有しているが、ビデオゲームは議論の余地無き芸術作品と適切な概念的関係にあり、芸術としてみなせる」と論じている。後の論文でタビナーは、このカテゴリーの他の例との存在論的な違いにもかかわらず、コンピュータゲームは哲学者のノエル・キャロルが「マス・アート」と呼んだものの例とみなせるとも述べている。ブリティッシュ・コロンビア大学の哲学者であるドミニク・マキヴァー・ロペスは、コンピュータアートに関する本の中でゲームの特徴的なインタラクティビティは、建築や音楽といった既存の芸術形態と比較して、それぞれが「独自の方法で肯定的な美的特性を実現している」ことを意味するかもしれないと指摘しつつも、コンピュータゲームを芸術の一形態とみなす理由を似たような形で述べている。
芸術としてのゲームに関するこれらの最初の哲学的な説明に続いて、コンピュータゲームは芸術の哲学における確立されたトピックとなり、The Journal of AestheticsやArt Criticismなどの美学の雑誌に頻繁に話題としてに登場し、Oxford Encyclopedia of Aesthetics に独立した項目が設けられ、哲学的美学の選集や著作集に登場している。
多くの文献は現在、コンピュータゲームが芸術であるかどうかという問題から、コンピュータゲームはどのような芸術形態であるかという問題に変わっている。セント・アンドルーズ大学の哲学者であるベリス・ガウトは、コンピュータゲームを「インタラクティブ・シネマ」の一種であると考えている。タビナーとジョン・ロブソンが編集した最近のゲームに関する哲学論考集The Aesthetics of Videogamesでは、数名の哲学者が、ゲームがどのような芸術形態であり、特徴的あるいは独特の芸術的な解釈の仕方を含んでいるかどうかを検討している。本の中の「ビデオゲームを鑑賞する」というザック・ユルゲンセンの章では、コンピュータゲームが芸術であるとするこれまでの哲学的議論が「説得力がある」ことを認めつつも、それらの議論では典型的にゲームプレイが無視されていることを指摘し、「ビデオゲームを芸術作品として研究することの価値は、それらをゲームとして理解することに部分的に根ざしている」と述べている。2020年、ユタ大学の哲学教授であるC・ティ・グエンはGames: Agency as Artを出版し、芸術としてのコンピュータゲームの概念を非電子ゲームのより広い考察の文脈で検討している。

### 共感性の高いゲーム
多くのコンピュータゲームは、そのビジュアルイメージとストーリーテリングが芸術として認められているが、別のクラスのゲームは、一般に、ユーザーがストレスのたまる状況下でキャラクターに扮し、貧困、セクシャリティ、心身の病気に関する話題を取り上げて、プレイヤーに感情的な体験をさせることで注目されている 。このようなゲームは、共感性の高いゲームの一例と考えられている。『シドニー・モーニング・ヘラルド』紙のパトリック・ベグリーは、これらを「プレイヤーをキャラクターの感情世界を住まわせることを求めるゲーム」と表現している。例えば、Papers, Pleaseは、表向きは、架空の東欧圏の国でパスポートやその他の旅行書類をチェックする国境警備員になることをテーマにしたゲームであり、プレイヤー・キャラクターの給料は、どれだけミスをしなかったかを反映しており、家族を養うことに使われるようになる。このゲームでは、すべての適切な書類を持っているわけではないが、自分の愛する人と再会するためなど、通過させるべき切実な理由がある特定の人々を、自分の給料や家族の幸福の代償として受け入れるかどうかの判断をプレイヤーに求めている。

## 論点
ゲームの芸術作品としての性質についてはさまざまな議論があり、多くの論点から論じることができる。

### アメリカ合衆国における法的位置づけ
アメリカ合衆国においては、コンピュータゲームがアメリカ合衆国憲法修正第1条で保護される芸術的な表現であるのかどうかが法的論点であった。アメリカの裁判所は、America's Best Family Showplace Corp. v. City of New York, Dept. of Bldgsをはじめとする1982年頃から始まった未成年者のコンピュータゲーム購入やゲームセンター立ち入りを制限する規制に関する一連の裁判で、コンピュータゲームがアメリカ合衆国憲法修正第1条のもとでの言論の自由をめぐる憲法上の保護を受けることができるのかを問い始めた。コンピュータゲームはピンボール、チェス、ボードゲーム、カードゲーム、団体スポーツなどより表現としての性質が強いわけではなく、それゆえ言論として保護されるものとしては考えられないだろうという理論に基づく判例が出るようになった。こうした裁判のほとんどはコンピュータゲームがアメリカ合衆国憲法修正第1条に基づいて保護されると考えず、行動制限をすべきではないかという配慮は現時点でより説得力があるものだとして地方自治体に有利な裁定を行った。しかしながらこうした初期の裁判により、コンピュータゲームが表象しうるバーチャルな世界ゆえに単なるピンボールマシンよりも発展し、技術革新により先行する判例が変わる可能性も問われるようになった。
『モータルコンバット』の発売により、コンピュータゲームにおける暴力に関する議論が高まり、アメリカ合衆国議会は1993年から1994年に公聴会を実施して、レイティングシステムが無いことについて業界を批判した。公聴会によって1994年にインタラクティヴデジタルソフトウェア協会（のちにエンターテインメントソフトウェア協会と改称）が設立され、業界を規制するために提案された法の成立を免れるためにエンターテインメントソフトウェアレイティング委員会 (ERSB) が作られた。ERSBシステムは任意であったが、小売業者はレイティングのないゲームや「アダルトオンリー」(AO) とレイティングされたゲームを売らない一方、「マチュア」(M) 指定のゲームは未成年者への販売を制限することに同意した。
ESRBシステムができた後も規制が検討された州があり、2000年頃からコンピュータゲームの表現としての性質について法的な場で問い直しが行われた。こうした裁判では、裁判所はコンピュータゲームの2つの性質を認めた。コンピュータゲームは修正第1条で保護される可能性のある表現としての性質を持った作品であり、またミラー・テストを用いたレビューではわいせつとは見なされないので保護されるべく作品となることは妨げられないということである。アメリカ合衆国第7巡回区控訴裁判所で2001年に行われた裁判であるAmerican Amusement Machine Ass'n v. Kendrickはこうした裁判の中で新しく出てきた最も決定的意味を持つ判例と考えられており、リチャード・アレン・ポズナー判事が性的内容に拘わるわいせつは暴力的内容とは別であると認めた。 ポズナーはわいせつな内容にかかわる裁判と異なり、暴力的な内容を修正第1条の保護から排除することを支持する好色な関心は存在しないと考えた。この理論を応用し、コンピュータゲームは修正第1条で保護される作品として控訴裁判所に扱われるようになっり、未成年者のゲームの購入や利用を禁じる規制は憲法違反であるという裁定が一般的に下るようになった。しかしながら最高裁判例が無いため、これは全国的な基準とはならなかった。その後も暴力的な内容の他、2005年の『グランド・セフト・オート・サンアンドレアス』のホットコーヒー問題や2006年にESRBがレイティングをやり直した『The Elder Scrolls IV: Oblivion』など、Modでのみ見られる性的内容を有するゲームが出てきて、ESRBシステムを義務化し、ゲーム全体をより徹底的に調べてレイティングすることをすすめる新しい法律が提案された。未成年者へのM指定のゲーム販売を禁ずる法律を通過させた州もあった。コンピュータゲーム産業界の業界団体はこうした法律を阻止するべく裁判に訴え、おおむねコンピュータゲームは暴力的なものであっても言論として保護されるという2000年の先行判例に近い裁定を受けている。2011年のBrown v. Entertainment Merchants Associationの裁判でもアメリカ合衆国最高裁判所はゲームが修正第1条で保護されると述べた。

### 芸術性の正当化
出現したばかりの芸術形態が評価され、正当なものとして認められるにあたっては、たとえイデオロギー的・物質的なサポートをめぐって既存のコミュニティと競合状態にあるとしても、そうしたコミュニティに頼ることになる。ゲームは映画、テレビ、コミックがかつて疑いの目にさらされたのと同様、既存メディアの批評家からの疑念に直面した。『ガーディアン』のゲーム編集者であるキース・スチュワートは、主流メディアはゲームに対してそれをとりまく人の話題という角度からアプローチするほうを好んでいると見なしており、これにはインディーゲームをジャーナリストの興味を引くようなクリエイターと同一視するようなことも含まれる。ゲームを対象とする批評コミュニティも同様で、ゲームの芸術的可能性は単独のクリエイターに支えられたものであると見なす作家主義を受け入れている。『ロンドン・レビュー・オブ・ブックス』のジョン・ランチェスターは、コンピュータゲームの市場規模が映画や書籍に比べて収益の点で大きくなってきているにもかかわらず、コンピュータゲームに向けられる関心の大きさは通常、特定の種類の少ない情報源に反映されるだけで、すぐに「文化的言説」に入り込むことがないと述べていた。
作家主義により、インディーという位置づけと芸術的威信が重ねられるようになっており、批評家はインディーゲームのスタイル上の選択を称賛する一方、商業ゲームで同じ選択がとられた時は批判されるというようなことが起こる。アートゲームの支持者はゲームというメディア全体を守るよりも、自らが低位文化とみなすコンピュータゲームに対して分離された領域を作り出そうとしている。実際のところ、インディーゲームの作家たちはしばしば商業的な支援を受けており、一方で主流のクリエイターである宮本茂やピーター・モリニューもだんだん芸術性のある作家と見なされるようになってきている。インディーであることと芸術性の同一視はアンナ・アンスロピー、ルーシー・ケラウェイ、ジム・マンローなどに批判されており、こうした人々はインディーゲームを主流から区別する性質というのは固有の芸術性ではないと論じている。
ゲームデザイナーのキム・スウィフトは、ゲームは芸術的であり得るが、文化的価値を有するためには芸術たる必要があるという考えは拒否している。スウィフトは、コンピュータゲームは大人が想像力を駆使できるようなおもちゃであることを志向すべきであると考えている。

### ロジャー・イーバートによる批判
コンピュータゲームは芸術なのかという問いは2000年代半ばに映画批評家のロジャー・イーバートが議論に参加した際に広く一般から注目を浴びることとなった。2005年に、ゲームの注解として映画『DOOM』（イーバートは星1つの評価をつけた）を適切に評価するにはゲームの『Doom』の知識が必要かどうかというオンライン上の議論に続いて、イーバートは「偉大な劇作家、詩人、映画作家、小説家、作曲家」などを引き合いに出し、コンピュータゲームはこうしたより確立された芸術形態に比肩し得ない非芸術的なメディアだと述べた。
2006年にイーバートは、 Conference on World Affairsの "An Epic Debate: Are Video Games an Art Form?" と題されたパネルディスカッションに参加し、コンピュータゲームは他の芸術形態のようには人間の意義を探求していないと主張した。1年後、このパネルディスカッションでのクライヴ・バーカーのコメントに応えて、さらにイーバートは他の芸術であれば台無しになってしまうような柔軟な可能性をコンピュータゲームが備えていることを指摘した。例としてイーバートは、ハッピーエンドを選択できるような『ロミオとジュリエット』のバージョンを提案した。イーバートによると、そうした選択肢は原作の芸術的表現を損なうものである。2010年4月にイーバートはザットゲームカンパニーのケリー・サンティアゴが2009年にTEDで行った発表を分析するエッセイを発表し、固有のルールと目的に基づいた相互作用性ゆえにゲームは決して芸術になり得ないと再度主張した。
イーバートのエッセイはゲームコミュニティから強く批判された。この批判者にはサンティアゴ自身も含まれており、芸術メディアとしてのコンピュータゲームは先史時代の洞窟絵画のように単に発達の初期段階にあるだけだと信じていると表明した。イーバートは2010年になってからコメントを修正し、ゲームは非伝統的な意味ではたしかに芸術かもしれないし、Cosmology of Kyotoをプレーするのは楽しかったと譲歩し、最初の主張に対する反応のいくつかに応えた。
イーバートはこの後この問題について議論することはなく、イーバート自身の見解には賛否両論あったが、コンピュータゲームはその商業的アピールと選択肢によって進むナラティヴゆえにファインアートと見なされる資格がないという考え方は多くの人々にとって説得力があるものであり、この中には2011年3月に "An Apology For Roger Ebert" と題してこのトピックに関する講演を行ったコンピュータゲーム界の著名人であるブライアン・モリアーティも含まれていた。この講演でモリアーティは、コンピュータゲームは伝統的なるルールに基づくゲームの延長線上にあるにすぎず、チェスや囲碁のようなゲームを芸術と見なす動きはないことを強調した。モリアーティはこれに続き、イーバートやアルトゥル・ショーペンハウアー、モリアーティ自身のようなロマン主義者がこだわっているような意味での芸術（すなわちファインアートか崇高芸術）は大変少なく、イーバートが以前に「芸術である映画なんでほとんどない」 と主張したのと同じ程度にコンピュータゲームには芸術的長所が無いと宣言したのは一貫性があると述べた。モリアーティはコンピュータゲームをキッチュになぞらえ、コンピュータゲームの美的評価はキャンプだと述べ、芸術の範囲を大衆芸術まで広げる現在の定義を批判した。モリアーティはインディーゲームに対して働く商業的な影響力が悪い結果をもたらしていることや、ゲームデザイナーが「信用できない」ツールを用いて働かなければならない状況で芸術製作に着手する困難さについて論じた後、聴衆と作品の相互作用により作者からコントロールが奪われ、それによって芸術の表現が打ち消されるがゆえに、 ゲームにおいてはプレイヤーの選択肢がコンピュータゲームに「芸術」という言葉を用いるのを構造的に無効化するようなあり方で実現されていると結論づけた。この講演はさらに著名なコンピュータゲームデザイナーであるザック・ゲイジから鋭い批判を受けた。

### その他の批判
2006年のUS Official PlayStation 2 Magazineのインタビューで、ゲームデザイナーの小島秀夫はコンピュータゲームは芸術ではないというイーバートの評価に同意した。小島はゲームは芸術的な作品を含んでいるかもしれないことは認めたが、芸術が満たしているニッチな関心と対照してコンピュータゲーム固有の大衆的な人気のある性質を強調した。あらゆるコンピュータゲームの最高の理想はプレイヤーの満足度を100％に高めることである一方、芸術は少なくとも1人を対象としていればよいので、小島はコンピュータゲーム作りは芸術的努力というよりはサービスと言ったほうがよいと論じた。
2010年のArt History of Games研究会で、ミカエル・サミンとオーリア・ハーヴィ（インディースタジオであるテイル・オヴ・テイルズ創設者）は、ゲームは「芸術ではなく」、だいたいは「時間のムダ」であるとはっきり論じた。テイル・オヴ・テイルズによるゲームと芸術の区別の中心にあるのは、芸術とは対置されるゲームの目的中心的な性質である。サミンの議論では、人間には遊びでしか満たせない生物学的需要があり、ゲームという形式の中には遊びが現れているが、ゲームは生理学的必要以上のものを何ら表現していない。他方、芸術は身体的必要から創り出されるものではなく、むしろより高次の目的探求を表現するものである。このためサミンによると、ゲームはプレイヤーの生理的需要を満たす機能を果たすという事実は、ゲームを芸術と見なさない理由として十分であると言える。
いかにテイル・オヴ・テイルズが自分たちが作っているものはゲームの概念を拡張しているにすぎないと明確に述べていようとも、これまで第三者からはテイル・オヴ・テイルズの製品の特徴は「アートゲーム」であると頻繁に言われていたため、ゲーマーはこの物議を醸すスタンスに驚いた。サミンは、テイル・オヴ・テイルズのゲームの特徴を「アートゲーム」と規定することは、コンピュータゲーム産業の想像力の停滞と進歩主義の欠如の副産物に過ぎないと述べた。テイル・オヴ・テイルズのスタジオは一方通行のコミュニケーションを特徴とするオールドメディアが十分なものではないことやコンピュータを用いた双方向コミュニケーションが芸術にとって前進であることは認めているが、今日のそのようなコミュニケーションはコンピュータゲーム産業によって独占されていると論じた。こうした未来的な双方向芸術を可能にし、醸成するためには、「ゲーム」というコンセプトは現代のパラダイムに合致しないゲームによって骨抜きにされなければならず、そうしてサミンとハーヴィが「ゲームではない」ものとして言及している芸術作品の創造を通して「遺体に命が吹き込まれなければならない」とテイル・オヴ・テイルズは示唆している。
2011年、サミンはゲームは体系的でルールに基づいているという事実を強調することにより、ゲームは芸術ではないという議論をさらに洗練させた。サミンは、産業がゲームプレイメカニックスを重視していることがゲームの芸術的ナラティヴの周縁化に直接つながっていると考えており、現代のコンピュータゲームはデジタルスポーツにすぎないと描写した。組織的問題を挙げつつ、サミンは芸術家とされる人がその芸術家のヴィジョンを共有していないかもしれない大規模で非常に効率化された開発チームを通して働かなければならない現在のモデルを批判した。しかしながら、サミンはゲームがメディアとして芸術を創るのに使えるという考え方は否定していない。サミンの示唆によると、コンピュータゲームというメディアを使って芸術を創るには、芸術的メッセージがゲームメカニックスに導かれる表現方法に先行していなければならず、「楽しさ」の発展や経済的勘案が作品作りを導くようなことがあってはならず、開発プロセスは芸術家である著者のヴィジョンが中心的重要性を帯びるモデルを受け入れねばならない。
2012年に『ガーディアン』の芸術批評家であるジョナサン・ジョーンズはゲームは芸術ではなくむしろ遊び場であると主張する記事を発表した。ジョーンズは「誰もゲームを所有しておらず、このため芸術家はいないし、ゆえに芸術作品もない」と論じた。
2013年にゲームジャーナリストのパトリシア・ヘルナンデスはインタラクティブフィクションゲームであるPhotopiaのパズルについて書いた。パズルの答えはプレイヤーがコントロールしているプレイヤーキャラクターに関する秘密の開示に拠っており、ヘルナンデスの議論によると相互作用性のない他の芸術形態と同じように「力強い」ものにはなり得ない経験を促す。ヘルナンデスはインタラクティブなメディアの語りは一人称かつ現在時制で起こっており、これは「根本的（そしてしばしば誤解されている）インタラクティブなメディアの要素」である。